# انریکو کان
انریکو کان (انگلیسی: Enrico Kühn؛ زادهٔ ۱۰ مارس ۱۹۷۷) ورزشکار بابسلد اهل آلمان بود. که از سال ۱۹۹۵ در مسابقات المپیک زمستانی سال ۲۰۰۲ در شهر سالت لیک سیتی شرکت کرده‌است.